# Здания Госстроя и Госкомархитектуры
Здания Госстроя и Госкомархитектуры — здание в Москве, внутри Садового и Бульварного колец, по адресу улица Большая Дмитровка, дом 24, построенное в 1885 году.

## История
Комплекс зданий Совета Федерации — верхней палаты Федерального собрания (№ 24/1, 24/1а, 24/, 26). Комплекс зданий был сооружён в 1983 году по проекту архитекторов И. А. Покровского и Ю. А. Свердловского. Левый, протяжённый по улице корпус, был отстроен заново; правый — реконструирован из существовавшей постройки (первоначально — особняк О. П. Леве, построенный по проекту П. П. Зыкова в 1884—1885 годах, надстроенный и перелицованный в духе конструктивизма в 1933—1937 годах). В левом корпусе размещался Госстрой СССР; в правом — Госкомархитектура. В доме № 24 расположена редакция журнала Academia. Архитектура и строительство. В 1924—1931 годах в доме размещался музей В. И. Ленина.

### Использование
На 2019 год в здании располагается Российская академия архитектуры и строительных наук.

## Архитектура
Комплекс на Большой Дмитровке, 24 состоит из двух объемов, соединенных между собой теплым переходом, поднятым над землей. Левый протяженный корпус построен заново, правый, объем которого кажется со стороны улицы почти кубическим, представляет собой реконструкцию ранее существовавшей постройки (см. М. 6. 40). Здания сооружены разными авторскими коллективами и неравноценны по своим архитектурным достоинствам (1983 г., архитекторы И. А. Покровский, Ю. А. Свердловский, инженеры А. Саунин, М. Тарасенко).
Левый корпус, в котором размещался Госстрой, — более выразителен и архитектурно более самостоятелен.
Членения его уличного фасада в более крупном масштабе отвечают разработке фасадов близлежащей застройки. Цветовое решение здания — серые панели, золотистое стекло и анодированный, оттенка темной бронзы алюминий — в целом подстроено под сероохристую с коричневыми вкраплениями тональность улицы.
Новшество для того времени, когда строилось здание, — это криволинейные профили панелей-ребер, образующих основной рисунок фасада. Сам корпус отступает от красной линии, оставляя аванплощадку, к которой от проезжей части ведут ступени.
Общественный характер зданию придаёт галерея первого этажа, идущая вдоль всего главного фасада.
Правый угол здания решен дробным повтором ребер, отступающих в глубь двора. Левый — может быть назван углом весьма условно, так как образован каскадом остекленных поверхностей, которые формируют уютный открытый дворик. Здание интересно и со двора — сложной вылепленностью глухих серых объемов, образованных восьмигранниками двух залов и помещениями, их обслуживающими.